# Sainte-Foy (Vandea)
Sainte-Foy è un comune francese di 1 855 abitanti situato nel dipartimento della Vandea nella regione dei Paesi della Loira.

## Società

### Evoluzione demografica
Abitanti censiti